# Melicope broadbentiana
Melicope broadbentiana är en vinruteväxtart som beskrevs av Frederick Manson Bailey. Melicope broadbentiana ingår i släktet Melicope och familjen vinruteväxter. Inga underarter finns listade i Catalogue of Life.